# Carpaccio
Carpaccio ali karpáčo je jed italijanske kuhinje. Praviloma ga servirajo za predjed. Jed je izumil Giuseppe Cipriani, ko ga je obiskala grofica Amalia Nani Mocenigo, ki so ji predpisali dieto surovega mesa. Poimenovan je po slikarju Vittoreju Carpacciu, znanem po značilnih rdečih in belih tonih barv.
Carpaccio je jed iz tenkih rezin surove govedine, odrezanih iz fileja (pljučne pečenke). Rezine mesa se lažje tenko narežejo, če je meso malo zamrznjeno. Začinijo ga z oljem in limoninim sokom ali omako Vinaigrete iz olivnega olja in potresejo z parmezanom. 